# Vzpomínka na Zemi
Vzpomínka na Zemi je science fiction trilogie čínského spisovatele Liou Cch’-sina. V Číně je nazývána podle prvního dílu, San tchi. V trilogii se objevuje několik vědeckých konceptů a teorií, jako je teorie superstrun, kvantové provázání, silná interakce nebo teorie her.

## Knihy

### Původní trilogie
Jednotlivé díly série vydávalo nakladatelství Čchung-čching Publishing Group. O český překlad se postaral Aleš Drobek a publikovalo jej nakladatelství Host.
- Problém tří těles – 2017 (čínsky v českém přepisu San tchi, pchin-jinem Sān tǐ, znaky zjednodušené 三体; česky tři těla – 2008)
- Temný les – 2017 (čínsky v českém přepisu Chej-an sen-lin, pchin-jinem Hēi'àn sēnlín, znaky zjednodušené 黑暗森林 – 2008)
- Vzpomínka na Zemi – 2018 (čínsky v českém přepisu S’-šen jung-šeng, pchin-jinem Sǐshén yǒngshēng, znaky zjednodušené 死神永生; česky nesmrtelná smrt – 2010)

### Spin-off
- Nesmrtelnost je fanfikce, jejímž autorem je Pao-šu, který ji v roce 2010 zveřejnil na internetovém fóru. Dílo bylo roku 2011 vydáno se souhlasem Liou Cch’-sina jako samostatná kniha, a to pod názvem San tchi X: Kuan siang č’ čou (čínsky pchin-jinem Sān tǐ X · Guān xiǎng zhī zhòu, znaky zjednodušené 三体X·观想之宙).[6] V češtině byla kniha vydána v roce 2021.[5]

## Adaptace
San tchi je nedokončený čínský sci-fi 3D film, který měl být vydán v roce 2017. Jeho režisérem se stal Čang Fan-fan a do hlavních rolí byli obsazeni Feng Šao-feng a Čang Ťing-čchu.
V září 2020 Netflix oznámil, že objednal televizní seriál, jehož výkonnými producenty a scenáristy jsou David Benioff, D. B. Weiss a Alexander Woo.
21. března 2024 Netflix uvedl první sezónu seriálu Problém tři těles. První sezóna má 8 epizod, které trvají mezi 44 a 64 minutami.